# 1440p

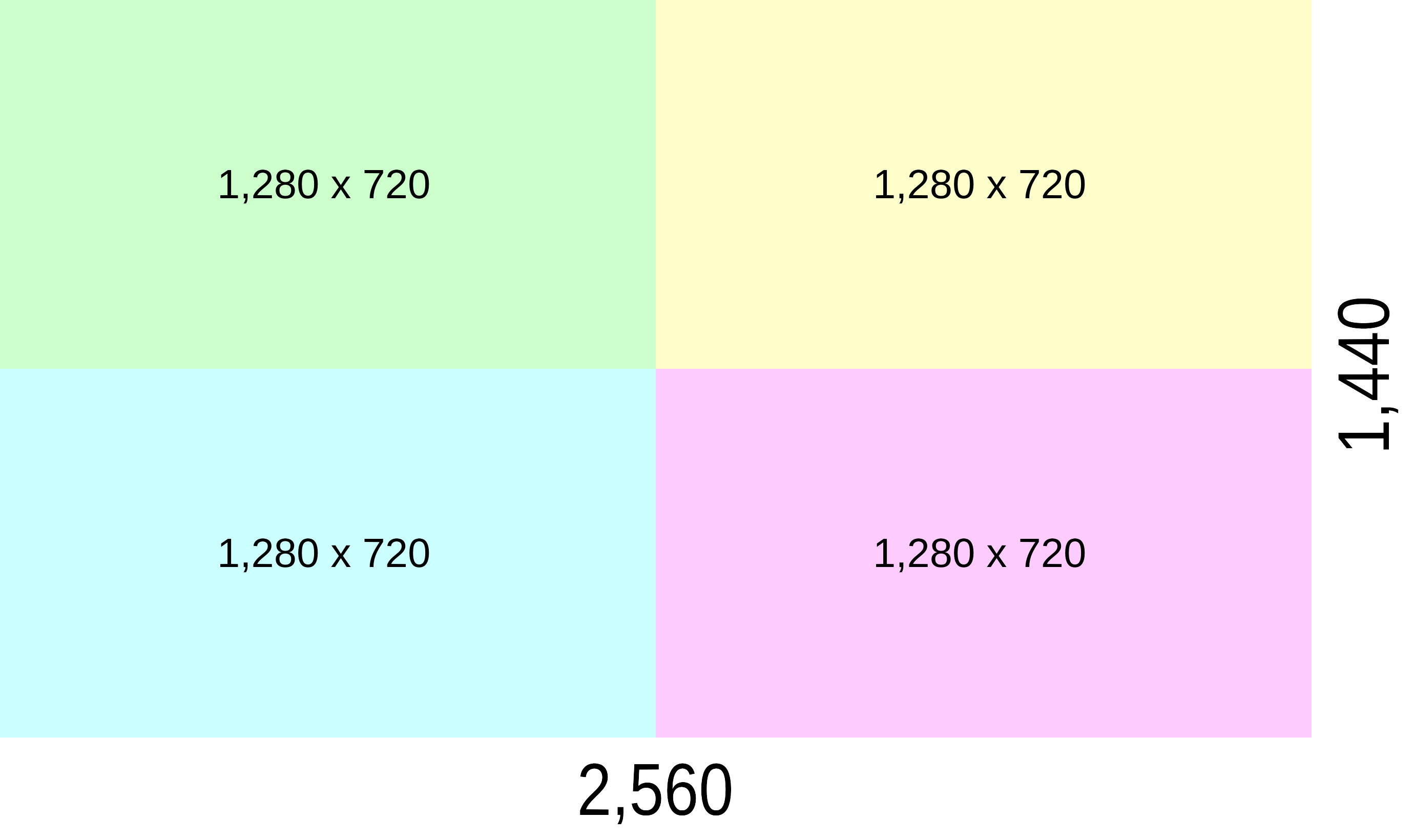
Comparación de tamaños 1440p-720p

1440p (conocida como Quad HD/QHD) es una resolución de alta definición de 2560×1440; esto representa 3 686 400 píxeles, que es cuatro veces la resolución 720p (1280×720=921 600). Supone una resolución a medio camino entre otras dos resoluciones populares como son el FHD y el UHD (de 1080p y 2160p respectivamente). 
En otoño de 2006, Chi Mei corporation, un fabricante de electrodomésticos, anunció un televisor 1440p en pantalla de 47 pulgadas LCD para ser lanzado el segundo trimestre de 2007.
En 2015 el QuadHD se establece como una resolución habitual entre los teléfonos móviles de alta gama.